# Zur Kulisse
Die Kleinkunstbühne „Zur Kulisse“, meist nur Kulisse genannt, ist ein Kabarett-Theater im 17. Wiener Gemeindebezirk Hernals in der Rosensteingasse 39.
Der Veranstaltungssaal bietet 219 Besuchern Platz.
Angeschlossen an den Veranstaltungssaal ist das Gasthaus „Zur Kulisse“.

## Geschichte
Das Theater-Beisl „Zur Kulisse“ wurde am 8. Oktober 1980 durch das Betreiberkollektiv Fritz Aumayr, Beatrix Elsner, Eva Trauner, Andreas Elsner und Wolfgang Kalal gegründet und von Kalal in weiterer Folge betrieben.
1995 übergab Wolfgang Kalal, die Kulisse an Doris Ringseis, die von 1996 bis 1999 auch das „Orpheum“ und von 2001 bis 2003 zusätzlich die Leitung des „Kabarett Niedermair“ innehatte.
Im Jahre 2022 fand Doris Ringseis in Alexa Oetzlinger eine geeignete Nachfolgerin, die seither das Haus leitet.
Anfangs war der Spielplan ein gemischtes Kleinkunstprogramm aus Theater, Konzerten und Kabarett. So feierte beispielsweise die Gruppe 80 mit Stücken wie „Der Talismann“ hier große Erfolge. Konzerte mit den Schmetterlingen, Sigi Maron, dem Dschungelorchester, den Neuwirth Extrem Schrammeln, mit Erika Pluhar, Maria Bill oder Jazz Gitti standen ebenfalls auf dem Programm.
Zahlreiche bekannte und beliebte Stars sind hier schon in den frühen Tagen ihrer Karriere aufgetreten, wie beispielsweise Josef Hader, Alfred Dorfer, Andrea Händler, Die Hektiker, Die Brennesseln, Dietrich Kittner, Franz Hohler, Lukas Resetarits, Erwin Steinhauer, Andreas Vitásek, I Stangl oder Gunkl, der 1994 hier seine ersten Solokabarett-Bühnenschritte machte.
Heute ist die Kulisse eine der etabliertesten Bühnen Österreichs im Bereich Kabarett, Kleinkunst und Weltmusik.
Eine weitere Besonderheit der Kulisse waren von Beginn an monatlich wechselnde Vernissagen verschiedenster Künstlerinnen und Künstler, die im Beisl präsentiert werden.

## Nachwuchsförderung
1984 und 1985 wurde von der Kulisse der Österreichische Kleinkunstpreis vergeben. Träger des Hauptpreises war in beiden Jahren Lukas Resetarits. Der Nachwuchspreis 1984 ging ex aequo an I Stangl und Andreas Vitásek sowie 1985 an Schlabarett. Bis heute bietet die Kulisse, neben renommierten Künstlerinnen und Künstlern, auch jungen, aufstrebenden Stars von morgen ein Podium, um sie zu fördern und einem breiten Publikum vorzustellen.

## Das Beisl
Das Beisl „Zur Kulisse“ bietet Gerichte der Wiener Küche, vegane Speisen und wechselnde, saisonale Gerichte.
Neben dem Gastraum des Beisl gibt es seit September 2022 auch einen Schanigarten vor dem Eingang in der Rosensteingasse.